# 13 (альбом «Пилота»)
«13» — десятый студийный альбом группы «Пилот», записанный и изданный в 2013 году.

## Список композиций
| №   | Название                 | Длительность |
| --- | ------------------------ | ------------ |
| 1.  | «Сердце машины»          | 4:48         |
| 2.  | «Собаки»                 | 3:56         |
| 3.  | «Молчать»                | 4:40         |
| 4.  | «Байкерская»             | 4:10         |
| 5.  | «Тайга»                  | 4:42         |
| 6.  | «Эгегейская»             | 2:21         |
| 7.  | «Счастливый билет»       | 3:56         |
| 8.  | «Сумасшедшим жить легко» | 5:08         |
| 9.  | «Пароль»                 | 3:39         |
| 10. | «Жить назло»             | 3:33         |
| 11. | «Отстрелялся»            | 2:57         |
| 12. | «Из лета письмо»         | 4:20         |
| 13. | «Остаёмся»               | 5:01         |

| №   | Название                                    | Длительность |
| --- | ------------------------------------------- | ------------ |
| 14. | «Сибирь» (кавер «Смысловые галлюцинации»)   | 3:14         |
| 15. | «Союз композиторов» (кавер «Облачный край») | 2:35         |
| 16. | «Запой» (кавер на Владимира Высоцкого)      | 2:58         |

## Участники записи
Группа «Пилот»
- Илья Чёрт — вокал, гитары
- Виктор Бастраков — гитара
- Андрей Казаченко — клавишные
- Сергей Вырвич — бас
- Никита Белозеров — барабаны
- Фёдор Шабалин — техник
- Николай Циглер — звукорежиссёр
- Лана Балахматова — пресс-атташе
- Даниил Петровский — менеджмент
- Дмитрий Гройсман — директор

В записи альбома принимали участие:
- Synergy Orchestra
  - Дима Саетович — скрипка
  - Константин Драгунов — скрипка
  - Филипп Саулин — скрипка
  - Мария Тен — скрипка
  - Руст Позюмский — альт
  - Алена Комаровская — альт
  - Илья Тен — виолончель
  - Роман Киселев — виолончель
- Гиви Саркисян — труба
- Сергей Волощук — валторна
- Александр Баратов — тромбон
- Алексей Орлов — аккордеон
- Роман Невелев — бас
- Николай Лысов — барабаны